# Terres-Basses
Ne doit pas être confondu avec Basse-Terre.
Les Terres-Basses sont un lieu-dit de la partie française de l’île de Saint-Martin, aux Antilles.

## Localisation
Ce toponyme concerne l'ensemble de la pointe ouest de l'île, ce n'est donc pas un hameau à proprement parler, mais une zone lotie de villas luxueuses dispersées (repérages sur carte IGN). Le toponyme "Terres-Basses" ou "Basse-Terre" (en Guadeloupe, par exemple) ne signifie que cette région est peu élevée en altitude mais qu'elle se trouve "sous le vent"[réf. nécessaire].

## Topographie
Il s'agit d'une presqu'île reliée au corps de l'île principale par le cordon littoral de Sandy-Ground (du côté français) et par celui de Simsonbay (du côté néerlandais). C'est un grand plateau calcaire argileux incliné, partant du niveau de la mer à l'ouest pour grimper à 50 m de hauteur à l'est, la bordure étant un escarpement. Les deux étangs saumâtres principaux sont reliés par une courte vallée, qui sépare le plateau proprement dit de la petite chaîne de 4 collines dont deux (les mornes Rouges) s'élèvent à 70 mètres. Ces derniers, constitués de porphyre rouge n'ont pas la même histoire géologique (voir la géologie de l'île).
- Étangs d'eau saumâtre : Le grand étang de Baie-longue, l'étang rouge. Ils sont tous deux classés par le Conservatoire de l'espace littoral.
- Type de littoral (depuis la frontière à l'Ouest, vers l'Est) : pointe rocheuse de Cupecoy / plage de Baie-longue (Long-bay) / plage de la Baie-aux-prunes (Plum bay) / Pointe rocheuse de Plum bay et la Falaise aux oiseaux / plage de Baie Rouge (Red bay) accédant à la discrète plage des amoureux / falaises du Morne des cabris, le Trou du diable (Devil's hole) / tombolo fossile des cayes / Pointe du Bluff / plage du Bluff.

## Environnement naturel
- Botanique : sur ce qui reste de sols naturels xérophyte on trouve diverses cactées et acacias, trois espèces d'orchidacées, des arbres (poirier-pays, gommier-blanc, gommier-rouge, ...), etc. Il reste encore quelques arbres d'anacardiers datant du temps de l'exploitation agricole[3]. Certaines propriétés ont laissé leur terrain à l'état naturel préexistant, d'autres ont tout déboisé et ont créé des pelouses artificielles.
- Faunistique : la chasse n'y est plus autorisée. L'avifaune y est assez variée sauf les espèces qui fuient la présence humaine. Insectes et reptiles sont visibles, les mangoustes plus rarement.
- Une grotte abrite une colonie de chauves-souris. Ces animaux utiles et menacés sont protégés par un arrêté préfectoral et national. Toutes les espèces de chauves-souris présentes sur l'ensemble des territoires français sont intégralement protégées depuis l'arrêté ministériel du 17 avril 1981[4] confirmé par l'arrêté ministériel du 23 avril 2007 relatif à la protection des mammifères[5] selon l'article L.411-1 du Code de l'Environnement. Il est donc interdit de les détruire, de les mutiler, de les capturer, de les enlever, de les perturber intentionnellement ou de les naturaliser, ainsi que de détruire, altérer ou dégrader leur milieu. Qu'elles soient vivantes ou mortes, il est aussi interdit de les transporter, de les colporter, de les utiliser, de les détenir, de les vendre ou de les acheter.

## Risques naturels
- Lors des grandes pluies, la route du cordon de sable entre la plage de Baie-longue et le Grand-étang des Terres-Basses peut être inondée par la montée des eaux de la lagune[6]. Il faut aussi dire que des permis de construire ont été attribués en zone inondable, pour des lots pris sur une partie sableuse-semi asséchée de l'étang[7].

## Pollutions
Dans la décennie 1990, alors que la centrale de traitement des eaux usées de la Pointe des Canonniers, bien que nouvellement réhabilitée, ne fonctionnait pas, ce fut "puanteurs" et "mouches" pour les résidences voisines. Pour résoudre ce problème de salubrité publique, un discret tuyau immergé long d'une centaine de mètres fut installé dans la mer, déversant directement sur le fond corallien les eaux non traitées des égouts. Cette situation totalement illégale a perduré de nombreuses années. La navette maritime faisant la liaison Marigot-Gustavia passait chaque jour en plein milieu de cette nappe putride, sans que la DDASS n'intervienne. Et l'histoire a recommencé en 2008.

## Historique de son urbanisation
En 1955 la totalité des "Terres-Basses & Lowlands" fut rachetée par Erick Lawaetz, un américain de l'île Ste-Croix. Le permis de lotir en parcelles d'environ un hectare pour y créer des villégiatures est obtenu en 1958, la cession des 50 pas géométriques en 1959. C'est un habitat disséminé sans aucun centre, il n'y a pas de commerces de proximité. Il y existe un hôtel de haut standing (La Samana) et nombre de résidences sont proposées à la location de haut-de-gamme. Donald Trump y possède une villa, où seule sa femme Melania aurait déjà séjourné. 
- Plan du lotissement des Terres-Basses (2010)
- Dans le passé, il y a eu une habitation-sucrière sur cette presque-île, elle était nommée "Terres-Basses"[12] active de 1792 à 1835[13].

## Services
- Sécurité : Vigiles et vidéo surveillance des entrées qui la nuit sont barrées. Dès le soir l'accès des routes (privées) est réservé aux résidents.

## Lieux remarquables et particularités
- La pointe-du-Bluff et son tombolo fossile[14].
- La falaise-aux-oiseaux et son "Trou-du-diable" (Devil's hole)[15].
- L'arche naturelle de la plage "des amoureux" (à droite plage de Baie Rouge)[16].
- Les 2 mornes rouges.
- les ruines de l'habitation-sucrerie "Terres-Basses" (1792 à 1835).
- La pointe des canonniers

## Sources
« Carte de Randonnée au 1:25.000, St.Martin & St.Barthélemy n°4606GT ». éd. 2014, IGN Paris, TOP 25, Série Bleue, « Commander online »